# Donald di Ogilvy
Donald di Ogilvy (noto anche come Donivald e Domhnall) (... – VIII secolo) fu il fondatore di una comunità religiosa in Scozia.

## Biografia
Nulla si sa sulla sua vita se non che era legato ad Ogilvy (nell'ex Forfarshire). Dopo la morte di sua moglie, Donald fondò una comunità religiosa con le sue nove figlie (nota come Nine Maidens o Holy Nine Virgins), che successivamente entrarono nel monastero di Abernethy dopo la sua morte.

## Culto
La Chiesa cattolica lo ricorda il 15 luglio.